# Ice Hockey Superleague 1998/99
Die Saison 1998/99 war die dritte Spielzeit der Ice Hockey Superleague, der höchsten britischen Eishockeyspielklasse. Britischer Meister wurden die Cardiff Devils, die sich in den Playoffs durchsetzten. Meister der regulären Saison wurden die Manchester Storm.

## Modus
In der regulären Saison absolvierte jede der acht Mannschaften insgesamt 42 Spiele. Der Erstplatzierte wurde Meister der regulären Saison. Alle acht Mannschaften qualifizierten sich für die Playoff-Zwischenrunde, in der sie gemäß ihrer Platzierung in der regulären Saison in zwei Gruppen zu je vier Mannschaften aufgeteilt wurden. Dort trafen die Mannschaften gegen jeden Gruppengegner in Hin- und Rückspiel, woraufhin sich die beiden Erstplatzierten jeder Gruppe für das Playoff-Halbfinale qualifizierten. Der Playoff-Gewinner wurde Britischer Meister. Für einen Sieg nach regulärer Spielzeit und nach Overtime erhielt jede Mannschaft zwei Punkte, für ein Unentschieden und eine Niederlage nach Overtime ein Punkt und für eine Niederlage nach der regulären Spielzeit null Punkte.

## Reguläre Saison

### Tabelle
|    | Klub                 | Sp | S  | U | N     | Tore    | Punkte |
| -- | -------------------- | -- | -- | - | ----- | ------- | ------ |
| 1. | Manchester Storm     | 42 | 30 | 1 | 11(4) | 155:086 | 65     |
| 2. | Cardiff Devils       | 42 | 27 | 0 | 15(5) | 144:102 | 59     |
| 3. | Nottingham Panthers  | 42 | 25 | 1 | 16(2) | 140:134 | 53     |
| 4. | Bracknell Bees       | 42 | 19 | 2 | 21(4) | 144:149 | 44     |
| 5. | Ayr Scottish Eagles  | 42 | 18 | 3 | 21(3) | 136:140 | 42     |
| 6. | Sheffield Steelers   | 42 | 17 | 4 | 21(2) | 135:141 | 40     |
| 7. | Newcastle Riverkings | 42 | 14 | 2 | 26(2) | 117:150 | 32     |
| 8. | London Knights       | 42 | 10 | 3 | 29(4) | 114:183 | 27     |

Sp = Spiele, S = Siege, U = Unentschieden, N = Niederlagen, OTS = Overtime-Siege, OTN = Overtime-Niederlage, SOS = Penalty-Siege, SON = Penalty-Niederlage, in Klammern (Anzahl der Niederlagen nach Overtime)

## Playoffs

### Gruppe A
|    | Klub               | Sp | S | OTS | OTN | N | Tore  | Punkte |
| -- | ------------------ | -- | - | --- | --- | - | ----- | ------ |
| 1. | Manchester Storm   | 6  | 5 | 0   | 0   | 1 | 22:09 | 10     |
| 2. | Bracknell Bees     | 6  | 5 | 0   | 0   | 1 | 25:19 | 10     |
| 3. | Sheffield Steelers | 6  | 2 | 0   | 0   | 4 | 20:23 | 4      |
| 4. | London Knights     | 6  | 0 | 0   | 1   | 5 | 14:30 | 1      |

Sp = Spiele, S = Siege, U = Unentschieden, N = Niederlagen, OTS = Overtime-Siege, OTN = Overtime-Niederlage, SOS = Penalty-Siege, SON = Penalty-Niederlage

### Gruppe B
|    | Klub                 | Sp | S | OTS | OTN | N | Tore  | Punkte |
| -- | -------------------- | -- | - | --- | --- | - | ----- | ------ |
| 1. | Nottingham Panthers  | 6  | 5 | 0   | 0   | 1 | 20:16 | 10     |
| 2. | Cardiff Devils       | 6  | 3 | 1   | 0   | 2 | 20:16 | 7      |
| 3. | Ayr Scottish Eagles  | 6  | 2 | 1   | 0   | 3 | 21:20 | 5      |
| 4. | Newcastle Riverkings | 6  | 1 | 0   | 2   | 3 | 14:23 | 4      |

Sp = Spiele, S = Siege, U = Unentschieden, N = Niederlagen, OTS = Overtime-Siege, OTN = Overtime-Niederlage, SOS = Penalty-Siege, SON = Penalty-Niederlage

### Halbfinale
- Manchester Storm – Cardiff Devils 0:5
- Nottingham Panthers – Bracknell Bees 4:2

### Finale
- Nottingham Panthers – Cardiff Devils 1:2